# تل تشغا (كوهمرة خامي)
تل تشغا (بالفارسية: تل چگا) هي قرية تقع في إيران في قسم كوهمرة خامي الريفي. يقدر عدد سكانها بـ 176 نسمة بحسب إحصاء 2016.